# HMS Bellona (63)
Lo HMS Bellona (pennant number 63) fu un incrociatore leggero della Royal Navy britannica, entrato in servizio nell'ottobre 1943 come parte della classe Dido.
Durante la seconda guerra mondiale l'incrociatore operò nelle acque dell'Europa occidentale: dapprima fu impegnato nelle operazioni navali preliminari e successive allo sbarco in Normandia, per poi operare lungo le coste della Norvegia sia in missioni di attacco al traffico costiero nemico che in missioni di scorta ai convogli artici diretti in Unione Sovietica.
Conclusa la guerra, nel 1946 il Bellona fu ceduto alla Nuova Zelanda e messo in servizio con la Royal New Zealand Navy; ritrasferito alla Royal Navy nel 1956 ma subito radiato dal servizio, l'incrociatore fu venduto per la demolizione nel 1959.

## Storia

### La seconda guerra mondiale

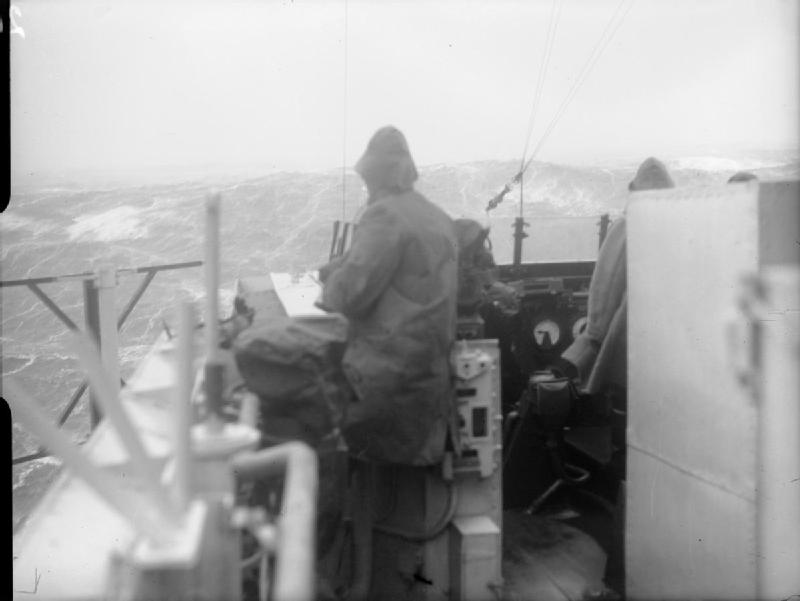
Veduta del mare in tempesta dalla plancia del Bellona durante la scorta a un convoglio diretto in Unione Sovietica

Ordinata ai cantieri navali della Fairfield Shipbuilding and Engineering Company di Govan il 4 settembre 1939, la nave venne impostata il 30 novembre seguente e quindi varata il 29 settembre 1942 con il nome di Bellona come l'omonima divinità romana della guerra; fu la quattordicesima unità della Royal Navy a portare questo nome. La nave entrò quindi in servizio il 29 ottobre 1943, ma dopo aver raggiunto la base di Scapa Flow fu rimessa nuovamente in cantiere per correggere alcuni difetti di costruzione e problemi di cablaggio emersi durante le prove di accettazione. L'incrociatore divenne pienamente operativo solo all'inizio di gennaio 1944: in forza al 10th Cruiser Squadron della Home Fleet, fu tuttavia quasi subito distaccato presso il Comando di Plymouth per partecipare a una campagna di attacchi al traffico navale tedesco nel canale della Manica (operazione Tunnel). Tra il febbraio e il maggio 1944 Bellona condusse varie sortite nelle acque della Manica ma senza far registrare contatti con il nemico, salvo una fugace azione contro alcune motosiluranti tedesche il 15 marzo; il 16 maggio, durante una sortita notturna nelle acque a occidente di Ouessant, il Bellona aprì per errore il fuoco sul posamine britannico HMS Apollo, intento a svolgere una separata operazione di minamento delle acque controllate dai tedeschi e scambiato per un'unità nemica, fortunatamente senza conseguenze.
Assegnato alla flotta di invasione alleata incaricata di condurre lo sbarco in Normandia, il 6 giugno 1944 il Bellona fornì fuoco d'artiglieria d'appoggio e protezione antiaerea alle truppe statunitensi scese a terra a Omaha Beach; l'incrociatore continuò quindi a operare al largo delle coste della Normandia fino al 16 giugno, quando fu ritirato in riserva a Plymouth. Trasferito a Scapa Flow il 30 giugno, tra il 17 e il 19 luglio seguenti il Bellona partecipò a un'incursione della Home Fleet contro l'ancoraggio della nave da battaglia tedesca Tirpitz nel Kåfjorden in Norvegia (operazione Mascot), azione conclusasi tuttavia senza successo per i britannici. Rientrato a Plymouth il 28 luglio, l'incrociatore fu quindi assegnato alle missioni di intercettazione del traffico navale tedesco nelle acque del Golfo di Biscaglia (operazione Kinetic): nella notte tra il 5 e il 6 agosto il Bellona e quattro cacciatorpediniere ingaggiarono un convoglio tedesco al largo di Belle Île, azione nel corso della quale l'incrociatore rivendicò l'affondamento di due dragamine e un pattugliatore nemici; l'8 agosto invece il Bellona bombardò con i suoi grossi calibri installazioni radar tedesche lungo la costa di Belle Île. Dopo altre sortite andate a vuoto nelle acque francesi, il 18 settembre l'incrociatore fu messo in cantiere a Govan per un ciclo di lavori di manutenzione protattisi fino al 14 ottobre successivo.
Di nuovo in forza alla Home Fleet di Scapa Flow, il Bellona riprese quindi le incursioni nelle acque della Norvegia: il 23 ottobre scortò la portaerei HMS Implacable durante un'incursione contro le posizioni tedesche a Sørreisa e Bardufoss (operazione Athletic), mentre il 12 novembre, in squadra con l'incrociatore HMS Kent e quattro cacciatorpediniere, intercettò un convoglio tedesco al largo di Listerfjord contribuendo ad affondare due mercantili e cinque unità di scorta (operazione Counterblast). All'inizio di dicembre il Bellona fu assegnato alla protezione dei convogli mercantili tra Regno Unito e Unione Sovietica lungo la "rotta artica", scortando il convoglio JW62 a Murmansk e il convoglio RA62 in rientro a Loch Ewe. Dopo aver partecipato, tra il 10 e il 12 gennaio 1945, a una nuova incursione contro il traffico navale tedesco nella zona di Egersund (operazione Spellbinder), nel febbraio seguente il Bellona scortò altri due convogli lungo la rotta artica; in marzo invece l'incrociatore partecipò a due incursioni lungo le coste norvegesi (operazioni Cupola e Muscolar), conclusesi però senza successi per le forze britanniche. Il 18 aprile il Bellona fu aggregato alla scorta del convoglio JW66, arrivato a Murmansk il 25 aprile; nel viaggio di rientro verso il Regno Unito l'incrociatore scortò il convoglio RA66, da cui si separò il 4 maggio raggiungendo Rosyth per sottoporsi un ciclo di lavori di manutenzione. Dopo la resa della Germania nazista l'8 maggio il Bellona rimase schierato nelle acque del Mare del Nord, raggiungendo il 27 giugno Oslo per partecipare alle celebrazioni per la fine dell'occupazione tedesca della Norvegia.

### Il dopoguerra
Conclusa la seconda guerra mondiale il Bellona rimase in forza alla Home Fleet fino al 17 aprile 1946, quando fu formalmente ceduto alla Nuova Zelanda e quindi trasferito in forza alla Royal New Zealand Navy mantenendo lo stesso nome.
Nell'aprile 1947 l'incrociatore rimase coinvolto nell'ondata di ammutinamenti non violenti che scosse i ranghi della Marina militare neozelandese, generati dai problemi circa la smobilitazione del personale arruolatosi durante la precedente guerra e dalle paghe particolarmente basse riconosciute dalla Royal New Zealand Navy ai suoi equipaggi, situazione esacerbata dall'entrata in vigore quello stesso aprile di un nuovo codice di pagamenti approvato dal governo neozelandese. Il 25 aprile 1947 (ANZAC Day) il Bellona, da poco rientrato da un'esercitazione nelle acque dell'Australia, si trovava ancorato nella base navale di Auckland, interessata giorni prima da estesi fenomeni di disobbedienza del personale della base: un gruppo di marinai dell'incrociatore, in licenza a terra, fu convinto da alcuni membri del personale della base a unirsi alla protesta contro il nuovo codice di paga, e circa cinquanta uomini della ciurma si dispersero dopo aver lasciato senza permesso i confini della base. Il 28 aprile al capitano dell'incrociatore venne recapitata una lettera recante una serie di richieste avanzate dagli uomini che avevano lasciato senza permesso la nave, anche se nei giorni seguenti la maggior parte di essi fece spontaneamente ritorno a bordo; quando, il 23 giugno, il Bellona salpò da Auckland per un'esercitazione mancavano all'appello ancora 20 marinai, per quanto quasi tutti furono arrestati dalla polizia civile o si consegnarono spontaneamente nelle settimane seguenti. I membri dell'equipaggio coinvolti nell'incidente furono accusati di una serie di reati militari, anche se le autorità militari mostrarono clemenza nelle punizioni inflitte: gli uomini rientrati a bordo entro una settimana subirono decurtazioni della paga, gli altri furono accusati non di diserzione ma del più lieve reato di assenza senza permesso e condannati a pene detentive comprese tra i 14 e i 92 giorni di carcere.
Il Bellona rimase in servizio con i neozelandesi fino all'aprile 1956, quando fu restituito al controllo della Royal Navy; rientrato nel Regno Unito, l'incrociatore fu subito posto in riserva. Lo scafo fu infine venduto per la demolizione alla British Iron & Steel Corporation, e quindi trasferito il 5 febbraio 1959 nei cantieri di Briton Ferry per lo smantellamento.